# 유리스벨 그라시알
유리스벨 그라시알 가르시아(스페인어: Yurisbel Gracial García, 1985년 10월 14일~)는 쿠바의 야구 선수이자, 잔 일본 프로 야구 퍼시픽 리그 후쿠오카 소프트뱅크 호크스의 소속 선수(내야수, 외야수)이다.